# Incarico della Dea
L'Incarico della Dea è uno dei principali testi della religione wicca. Esso riassume molto della concezione wiccan a proposito del rapporto tra gli uomini e il divino, e tra quest'ultimo e la natura. Nell'Incarico la Dea si rivolge direttamente ai suoi seguaci, esortandoli a trovare il loro sentiero, partendo soprattutto da una ricerca interiore. Doreen Valiente viene considerata l'autrice principale del testo, anche se non è escluso un apporto iniziale di Gerald Gardner; inoltre non si può non evidenziare anche una sicura connessione con i testi presenti nell'Aradia di Charles Godfrey Leland.